# Lijst van Wageningers
Deze lijst van Wageningers betreft bekende personen die in de Nederlandse plaats Wageningen zijn geboren, hebben gewoond, of wonen.

## A
- Martijn J. Adelmund (1977), schrijver en stadsdichter
- Cees Andriessen (1940-2023), kunstenaar
- Kees van den Anker (1931-1982), botanicus en politicus
- Petrus Apherdianus (Pieter van Afferden) (1510-1580), latinist en humanist

## B
- Joan Berkhemer (1951), musicus
- Willem Berkhemer (1919-1998), beeldhouwer
- K.W.L. Bezemer (1899-1991), maritiem historicus
- Jan Bijhouwer (1898-1974), hoogleraar, tuin- en landschapsarchitect
- Jet Boeke (1948), schrijfster en illustrator
- Theodoor Alexander Boeree (1879-1968), beroepsofficier en krijgsgeschiedkundige
- Femke Bol (2000), Olympisch atlete (brons 400m horden 2021)
- Zwaantje Bosman (1886), Nederlandse verzetsstrijdster
- Bart van Brakel (1987), voetballer
- Gerrit Braks (1933-2017), minister van Landbouw, voorzitter van de Eerste Kamer
- Richard Budding (1957), voetballer
- Ate van der Burgt (1978), atleet

## C
- Pieter Caland (1826-1902), civiel ingenieur
- Jan Cortenbach (1959), snelwandelaar

## D
- Jeroen Dijsselbloem (1966), minister van Financiën, burgemeester
- Willem Hilbrand van Dobben (1907-1999), bioloog en landbouwkundige
- Eppo Doeve (1907-1981), tekenaar, karikaturist en ontwerper van bankbiljetten, boekbanden en reclame
- Hans Dorrestijn (1940), schrijver, cabaretier
- Epi Drost (1945-1995), voetballer
- Wendy Dubbeld (1981), fotomodel en presentatrice
- Pieter Dumon Tak (1867-1943), commissionair in effecten, burgemeester van Middelburg

## E
- Lidewij Edelkoort (1950), trendwatcher
- Cees Edelman (1903-1964), hoogleraar in de mineralogie, petrologie, geologie en agrogeologie, eerste directeur Stichting voor Bodemkartering
- Alie Edelman-Vlam (1909-1999), sociaal-geograaf
- Ria Eimers (1952), actrice
- Samuel van Emdre (1748-1816), theoloog
- Eduard (Ed) van Es (1959), waterpolospeler
- Frank Essed (1919-1988), landmeter, bosbouwkundige, Surinaams politicus

## F
- Geke Faber (1952), burgemeester
- August Falise (1875-1936), beeldhouwer
- Antoine Franchimont (1844–1919), docent in Wageningen, hoogleraar in Leiden

## G
- Annie van Gansewinkel (1954), schrijfster
- Just Göbel (1891-1984), doelman
- Cornelis Gorter (1903-1942), astroloog
- Volkert van der Graaf (1969), moordenaar van Pim Fortuyn
- Elsbeth Gruteke (1965), radiopresentator en theoloog
- Dirk van Gulik (1904-1982), schilder

## H
- Caspar Friedrich Hachenberg (1709-1793), rector Latijnse School
- Henriëtte Hamilton-Falise (1877-1946), kunstschilderes
- Hendrik Hartogh Heys van Zouteveen (1870-1943), tuin- en landschapsarchitect, lector Landbouwhogeschool
- Frans van der Have (1914-1996), onderwijzer en verzetsstrijder
- Casper Helling (1972), marathonschaatser
- Dick van Hemmen (1950), politicus
- Herman den Hertog (1904-1994), chemicus, hoogleraar organische chemie Landbouwhogeschool
- Herman François Hesselink van Suchtelen (1852-1934), burgemeester
- Gerrit Hiemstra (1961), meteoroloog en presentator
- Jemmy van Hoboken (1900-1962), kunstschilder, graficus en illustrator
- Saskia Holleman (1945-2013), fotomodel, actrice en advocate; in Wageningen 1956-1958
- Mieke van Hooft (1956), schrijfster
- Berthe Hoola van Nooten-van Dolder (1817-1892), tekenares
- Chris Hordijk (1983), zanger
- Jos ten Horn (1894-1956), glazenier en kerkschilder
- Michael van der Horst (1898-1985), antiquair
- Jacob van Huis (1925-1978), burgemeester

## I
- Cornelis Iprenburg (1922-1943), collaborateur

## J
- Michel Jager (1944), burgemeester
- Nikkie de Jager (1994), actrice, youtuber, visagiste en presentatrice
- Jacob Jeswiet (1897-1960), hoogleraar plantensystematiek, collaborateur
- Max de Jong (1917-1951), dichter
- Jan Gerrit Jordens (1883-1962), beeldend kunstenaar

## K
- Gerdie Keen (1969), tafeltennisspeelster
- Koos Keijzer (1950), snelwandelaar
- Jan Dirk van Ketwich Verschuur (1939-1988), politicus, burgemeester van Wageningen
- Jan Klaasesz (1907-1997), burgemeester van Wageningen, gouverneur van Suriname, commissaris van de Koningin
- Gerard Koudijs (1906-1982), ambtenaar, woordvoerder, marineofficier en politicus
- Jito Kok (1994), basketballer
- Eltien Krijthe (1903-1945), wetenschappelijk onderzoeker Landbouwhogeschool, verzetsstrijdster, omgekomen in kamp Ravensbrück
- Tom Krommendijk (1966-1990), voetballer
- Hans Kruit (1951), grafisch ontwerper

## L
- Pierre Lardinois (1924-1987), minister van Landbouw, Eurocommissaris
- Paul van der Lek (1923-2014), hoorspelacteur
- Helga van Leur (1970), meteoroloog en presentator
- Rudie van Lier (1914-1987), Surinaams hoogleraar, socioloog, historicus, dichter en schrijver
- Lisa Lois (1987), zangeres
- Ben van Londen (1907-1987), schilder, aquarellist, lithograaf en tekenaar
- Truus Looijs (1946), zwemster
- Leen Looijen (1947), technisch directeur (voetbal)
- Godert van Lynden (1910-2002), bestuurder, burgemeester van Elburg en Valburg

## M
- Annelies Maas (1960), zwemster
- Kamiel Maase (1971), atleet
- Gerrit François Makkink (1907-2006), etholoog, hydroloog en landbouwkundige
- Aletta van Manen (1958), hockeyster
- Ilja Maso (1943-2011), hoogleraar wetenschapstheorie
- Marko Mazeland (1953)
- Bob Mebius (1917-1973), gemeenteambtenaar, verzetsstrijder
- Harmen Meurs (1891-1964), kunstschilder
- Fenna de Meyier (1874-1943), schrijfster
- Arie Minderhoud (1902-1980), landbouwkundige, Landdrost IJsselmeerpolders
- Kees Mulder (1895-1965), verzetsstrijder

## N
- Maarten de Niet Gerritzoon (1904-1979), burgemeester

## O
- Amara Onwuka (1975), weerpresentatrice
- Mark Ooijevaar (1983), langebaanschaatser
- Simon Olivier (1879-1961), hoogleraar scheikunde, rector magnificus, gevangene Duits concentratiekamp

## P
- Ingrid Pérez (1981), Radio-DJ
- Sanne van Paassen (1988), wielrenster
- Anton Pannekoek (1873-1960), astronoom
- Alexander Pechtold (1965), politicus
- Leonard Antoon Hubert Peters (1900-1984), politicus
- Remco Pielstroom (1965), waterpolospeler

## Q
- Nanneke Quik-Schuijt (1942), kinderrechter en vicepresident bij de rechtbank
- Carla Quint (1972), waterpolospeler
- Kees Quint (1939-2009), doelman

## R
- Louis Raemaekers (1869-1956), politiek tekenaar
- Johannes de Raey (1622-1702), hoogleraar filosofie, cartesiaan
- Jan Ritzema Bos (1850-1928), fytopatholoog, natuurbeschermer
- Erik van Roekel (1993), radio-dj
- Jan van Roekel (1920-1987), verzetsstrijder
- Paul Roes (1889-1955), pianist, componist, muziektheoreticus
- Lisa de Rooy (1961), actrice en schrijfster
- Maarten van Rossem (1943), historicus
- Sis van Rossem (1945-2022), kunsthistorica
- Vincent van Rossem (1950), architectuurhistoricus
- Roy de Ruiter (1989), voetballer
- Willem Rudolfs (1886-1959), biochemicus in entomologie, civiele techniek (afvalwaterzuivering)
- Geert van Rumund (1956), burgemeester
- Chris Rutten (1942), burgemeester

## S
- Jaap Sala (1949), burgemeester
- Ivo Samkalden (1912-1995), indoloog, jurist, hoogleraar, minister van Justitie, burgemeester van Amsterdam
- Paul Schaap (1950), militair en journalist
- Jan-Willem van Schip (1994), wielrenner
- Henk Sijnja (1919-1997), verzetsstrijder, bosbouwkundige
- Bernard Slicher van Bath (1910-2004), hoogleraar, historicus
- Derk Spitzen (1896-1957), politicus
- Jasper Somsen (1973), bassist
- Katja Staartjes (1963), alpiniste
- Hetta Statius Muller (1930-2018), beeldhouwer en keramist
- Georg Sturm (1855-1923), kunstschilder

## T
- Theo Thurlings (1916-1997), hoogleraar economie, voorzitter van de Eerste Kamer van 1973 tot 1983
- Ronnie Tober (1945), zanger
- Ole Tobiasen (1975), voetballer
- Lubbert Adolph Torck (1687-1758), heer van Rosendael, politicus, burgemeester van Wageningen
- Jacqueline Afine Toxopeus (1964), hockeyster

## V
- Dien Veenendaal-Meurs (1901-1965), verzetsstrijdster
- Cees Veerman (1949), akkerbouwer, econoom, hoogleraar, politicus, minister van Landbouw
- Linde Verbeek (1981), roeister
- Piet Verburg (1905-1989), verzetsstrijder en hoogleraar
- Wendy Verkleij-Eimers (1963), politica
- Karel Verschuur (1919-1944), verzetsstrijder en kunstschilder
- Mien Visser (1907-1977), hoogleraar te Wageningen, grondlegster huishoudwetenschappen
- Annemiek van Vleuten (1982), wielrenster
- Joop Vogt (1927-2012), politicus
- Anne Vondeling (1916-1979), politicus
- Joris Voorhoeve (1945), politicus
- Twan de Vos (1961-2019), beeldend kunstenaar
- Bart Voskamp (1968), wielrenner
- Dirk Vreede (1819-1886), planter in Nederlands-Indië, wethouder van Wageningen, stichter van Hinkeloord
- Simon Vroemen (1969), atleet
- Karel Vuursteen (1941), zakenman

## W
- Xan de Waard (1995), hockeyster
- Kas van Weelden (1989), turner
- Charley van de Weerd (1922-2008), voetballer
- Wim Wertheim (1907-1998), jurist, niet-westers socioloog, marxist
- Jacobus Westland (1902-1944), zakenman, verzetsstrijder
- Theo Westerhout (1922-1987), burgemeester
- Frank Westerman (1964), journalist en schrijver
- Onno Wijnands (1945-1993), beheerder Botanische Tuinen Wageningen
- Viola Wills (1939-2009), Amerikaans popzangeres
- Peter Wisgerhof (1979), voetballer
- Maria Woesthoven (1760-1830), dichteres
- Cornelis de Wolff (1865-1909), musicus
- Berber van der Woude (1982), bestuurder

## Z
- Hendrik Roelof de Zaaijer (1900-1991), jurist
- Botic van de Zandschulp (1995), tennisser
- Evert Zandstra (1897-1974), schrijver
- Gerrit Zegelaar (1719-1794), kunstschilder
- Reinier van Zutphen (1960), Nationale ombudsman

Alkmaar · 
Almelo ·
Almere · 
Alphen-Chaam · 
Alphen aan den Rijn ·
Amersfoort · 
Amstelveen · 
Amsterdam · 
Apeldoorn · 
Arnhem · 
Assen ·
Baarn · 
Bergen op Zoom · 
Bilthoven · 
Bolsward · 
Boxtel · 
Breda · 
Bredevoort · 
Brunssum · 
Bussum · 
Delft ·
Den Haag ·
Den Helder · 
Deurne · 
Deventer · 
Doetinchem ·
Dokkum · 
Dordrecht · 
Drachten · 
Ede · 
Eindhoven · 
Emmen · 
Enschede · 
Franeker · 
Geleen · 
Gouda · 
Groenlo ·
Groningen · 
Haarlem · 
Harlingen ·  
Heemstede · 
Heerenveen · 
Heerlen · 
Helmond · 
Hengelo · 
's-Hertogenbosch · 
Hilversum · 
Hoogeveen · 
Hoorn · 
Horst ·
Kampen · 
Kerkrade · 
Leerdam · 
Leeuwarden · 
Leiden · 
Lelystad · 
Maastricht · 
Meppel ·  
Middelburg  ·
Nijkerk · 
Nijmegen · 
Oldenzaal · 
Ommen · 
Oss · 
Rijswijk (Zuid-Holland) · 
Roosendaal · 
Rotterdam · 
Schiedam · 
Sittard · 
Sittard-Geleen · 
Sneek · 
Soest · 
Stadskanaal · 
Tegelen · 
Tiel · 
Tilburg · 
Urk · 
Utrecht · 
Veenendaal · 
Veghel · 
Venlo · 
Venray · 
Vlaardingen · 
Vlissingen · 
Wageningen · 
Warnsveld · 
Weert · 
Winschoten · 
Woerden · 
Zeist · 
Zierikzee · 
Zoetermeer · 
Zutphen · 
Zwolle